# Correspondencia entre Pablo y Séneca

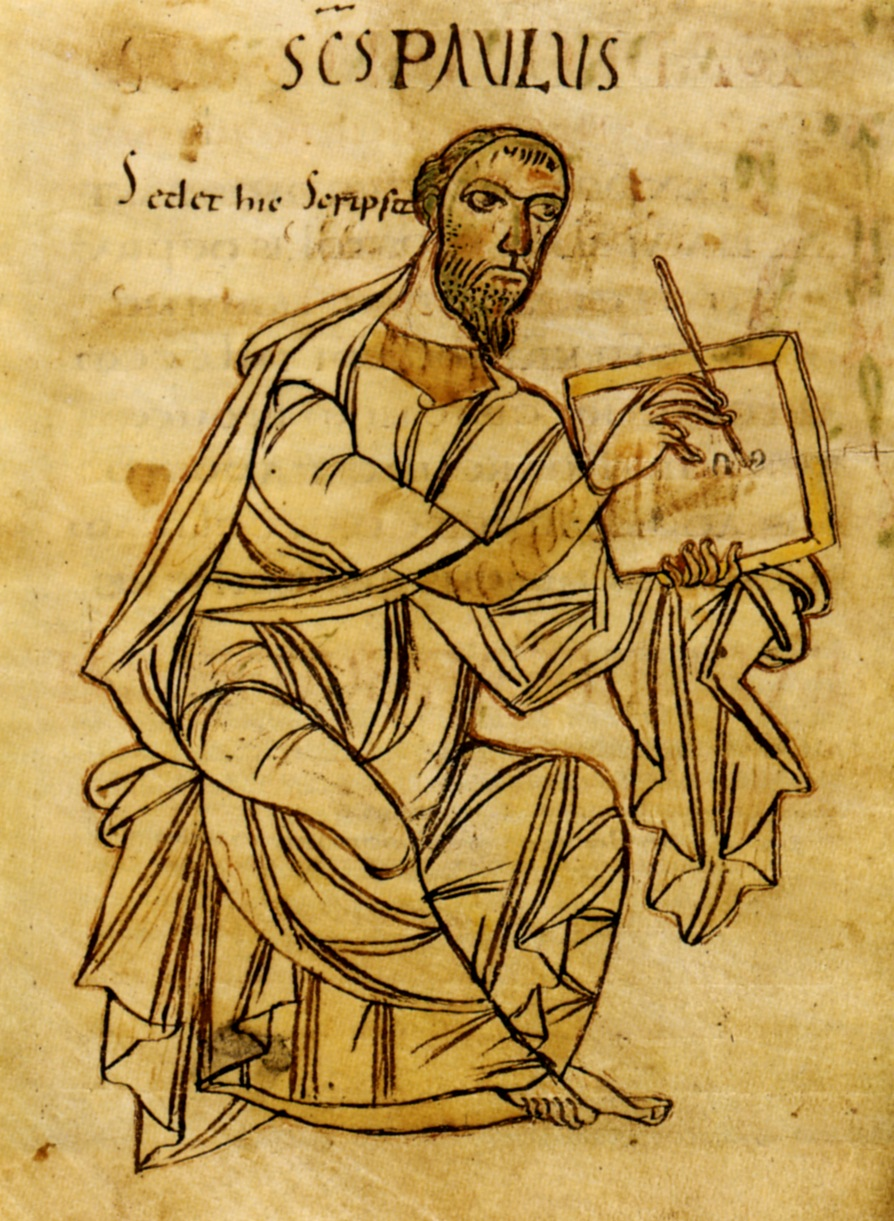
Representación artística de San Pablo en un manuscrito del de la Abadía de San Galo

La Correspondencia de (o entre) Pablo y Séneca, también conocida como Cartas de Pablo y Séneca o Epístola a Séneca el Joven, es una colección de cartas que afirman ser entre Pablo el Apóstol y Séneca el Joven. Hay 8 epístolas de Séneca, y 6 respuestas de Pablo. Fueron supuestamente escritas a partir del 58–64 de nuestra era durante el reinado del emperador romano Nerón, pero parecen haber sido escritas en realidad a mediados del siglo IV (c. 320–380 de nuestra era). Hasta el Renacimiento, las epístolas se veían como auténticas, pero los eruditos empezaron a examinarlas críticamente en el siglo XV, y hoy en día se consideran falsificaciones no auténticas.

## Resumen y antecedentes
.

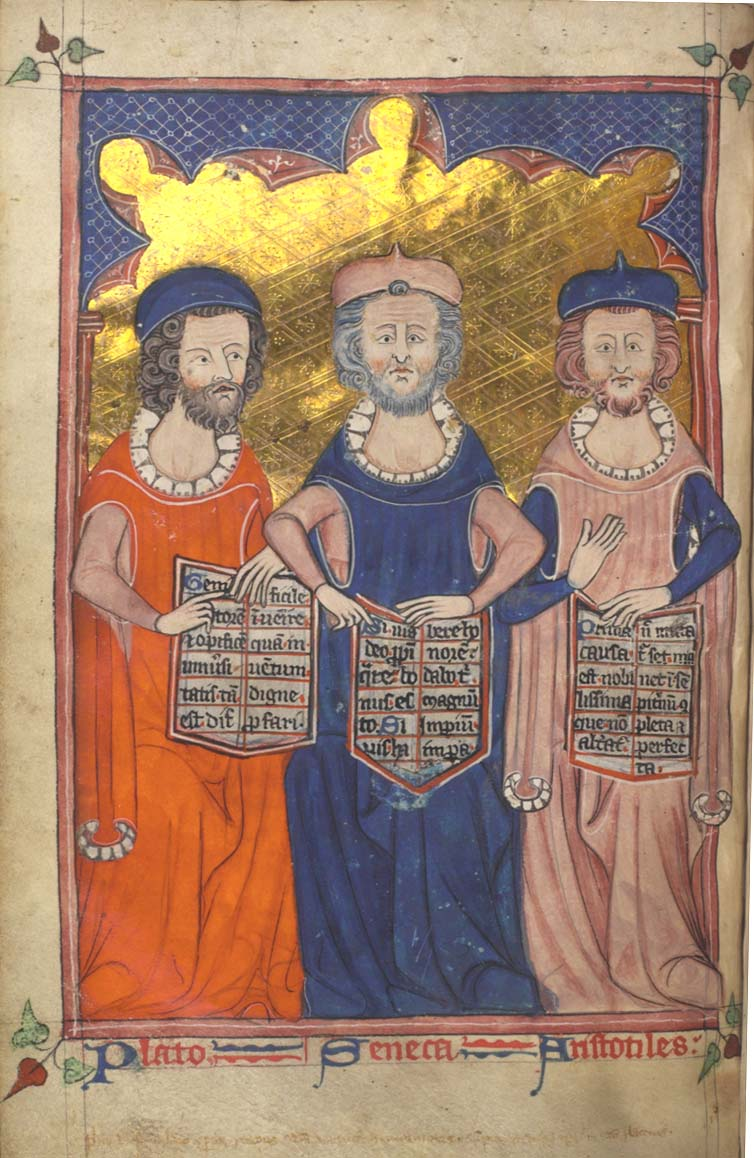
Una representación inglesa del siglo XIV de tres filósofos clásicos muy apreciados en la época medieval: Platón, Séneca y Aristóteles. La reputación de Séneca estaba parcialmente ligada a su amistad apócrifa con Pablo

Pablo de Tarso fue un teólogo y evangelista cristiano de los primeros tiempos, que escribió epístolas a las comunidades cristianas y fundó múltiples iglesias en toda la región mediterránea oriental de habla griega. Séneca el Joven fue uno de los principales filósofos del estoicismo, maestro y consejero del emperador Nerón, dramaturgo y funcionario del gobierno romano. La correspondencia entre ambos comprende catorce cartas en total (8 de Séneca, 6 de Pablo) y está escrita en latín. Tiene poco contenido sustancial. Por ejemplo, la primera epístola de Séneca afirma que «[las obras de Pablo] son tan elevadas y tan brillantes en sentimientos nobles que, en mi opinión, generaciones de hombres difícilmente podrían ser suficientes para establecerse y perfeccionarse en ellas. Te deseo buena salud, hermano» Esencialmente, el principal interés de estas cartas es que existan: demuestran ostensiblemente que Pablo era lo bastante importante y respetado como para intercambiar cartas con el eminente filósofo Séneca, que Séneca era lo bastante sabio como para comprender la grandeza de Pablo a pesar de ser pagano, y que ambos eran amigos.
Muchos de los manuscritos conservados, aunque no todos, incluyen fechas en algunas de las cartas de la correspondencia. La primera de ellas es «27 de junio en el consulado de Nerón III y Messala» (58 dC) y la última es «28 de marzo en el consulado de Frugi y Bajo» (64 dC). La única epístola que incluye contenido sustantivo es la undécima, fechada en el 64 d. C., que habla directamente del Gran Incendio de Roma supuestamente iniciado por Nerón pero achacado a los cristianos.

## Recepción en el Bajo Imperio Romano y en la Edad Media
La primera referencia conocida a ellos se encuentra en el capítulo 12 de Sobre los hombres ilustres de Jerónimo, una obra de alrededor del año 392 de nuestra era:

Lucio Anneo Séneca de Córdoba, discípulo del estoico Soción, y tío paterno del poeta Lucano, fue un hombre de vida muy templada a quien no pondría en un catálogo de santos, si no fuera porque me movieron a ello esas Cartas de Pablo a Séneca y de Séneca a Pablo que son muy leídas. En ellas, cuando Séneca era maestro de Nerón y la persona más influyente de la época, decía que deseaba tener entre los suyos [es decir, los paganos] la misma posición que Pablo tenía entre los cristianos. Dos años antes de que Pedro y Pablo fueran coronados con el martirio, fue condenado a muerte por Nerón.

Agustín de Hipona también menciona brevemente la correspondencia, al igual que Pseudo-Lino. Durante finales del siglo IV y el siglo V, tal correspondencia era plausible e interesante para los cristianos romanos cultos. Los Hechos de los Apóstoles afirman que Pablo se reunió brevemente con el hermano de Séneca, Lucius Junius Gallio Annaeanus. El estoicismo, al igual que el judaísmo helenístico, fue considerado un precursor del cristianismo que ayudó a influir en sus posturas y terminología; conscientia ('conciencia') era originalmente un término estoico, por ejemplo, y las críticas del estoicismo a la religión romana (pagana) era algo que los cristianos estaban deseosos de tomar también para sí. La correspondencia circuló durante la Edad Media entre las zonas de lectura latina (Europa occidental, en lugar del Oriente bizantino de lectura griega), y probablemente contribuyó a que Séneca gozara de buena reputación entre los cristianos medievales. Los autores medievales Pedro el Venerable, Pedro Abelardo y Petrarca parecen estar familiarizados con la correspondencia. Algunos escritores medievales como Giovanni Colonna y Giovanni Boccaccio llegaron a afirmar que Séneca se había convertido rotundamente al cristianismo antes de su suicidio en el año 65 de nuestra era, basándose en parte en la correspondencia.

## Análisis académico
Los eruditos creen casi universalmente que la correspondencia es falsa. Durante el siglo XV, en el Renacimiento, análisis más escépticos plantearon dudas sobre la veracidad de la correspondencia. Eruditos como Lorenzo Valla descubrieron que el estilo de escritura no coincidía ni con el de Séneca ni con el de Pablo, y las cartas fueron denunciadas por Erasmo. Eruditos posteriores detectaron errores de hecho y cronología que el auténtico Séneca no habría cometido, pero que un falsificador no intrincadamente familiarizado con la historia romana que escribiera siglos después podría haber cometido. Los eruditos observaron con escepticismo lo tarde que aparecieron las cartas en la historia; Lactancio, un autor cristiano que escribió a principios del siglo IV, no menciona ninguna correspondencia de este tipo, a pesar de citar con frecuencia a Séneca y evaluar positivamente tanto a él como a Pablo. Esto sugiere su creación a mediados del siglo IV, de modo que Lactancio no estaría familiarizado con ellas y, sin embargo, Jerónimo las consideraría legítimas.
La undécima carta, fechada en el año 64 d. C., tiene un estilo de escritura en latín diferente al de las demás y está fuera de la secuencia cronológica del resto de la correspondencia, lo que hace pensar a los estudiosos que pudo ser redactada por otro falsificador. Esto lleva a los eruditos a pensar que esa carta pudo haberla escrito un falsificador diferente. Las epístolas 13.ª y 14.ª también tienen un estilo algo diferente al de las demás, lo que indica que también pueden haber sido añadidas posteriormente. Además, la epístola 14.ª es inusualmente directa sobre el evangelismo de Pablo, en la que pide a Séneca que «te conviertas en un nuevo heraldo de Jesucristo», sin embargo, Jerónimo sólo cita la 12.ª epístola en apoyo de la inclusión de Séneca como santo, lo que hace sospechar que la versión de la correspondencia que Jerónimo leyó a finales del siglo IV no incluía aún las dos cartas finales.
Se desconoce el motivo del falsificador. J. B. Lightfoot escribió que era probable «o bien para recomendar Séneca a los lectores cristianos o bien para recomendar el cristianismo a los estudiantes de Séneca,» una postura con la que Adolf von Harnack estaba de acuerdo. Claude Barlow pensó que los escritos podrían haber sido un ejercicio retórico; esencialmente, un ensayo ficticio de un escritor novato practicando su oficio que se escapó a los lectores que no se dieron cuenta de sus orígenes. J. K. Elliott escribió que fue «para mostrar la superioridad del cristianismo sobre la filosofía pagana». Bart Ehrman sugiere que la creación de las cartas puede haber sido parte de la temprana apología cristiana. En esta teoría, una polémica del paganismo romano contra el cristianismo fue la afirmación de que Pablo no era especialmente importante en su época. El falsificador aceptaba los términos un tanto elitistas de este argumento -que sólo los «grandes» merecen ser escuchados- y respondía haciendo que el mayor filósofo de la época de Pablo respaldara y elogiara a Pablo, por lo que la mera adulación bastaba para servir al propósito del apologista.
Los críticos generalmente se burlan del valor de la correspondencia también por no incluir mucho de nada interesante, como un debate sobre los méritos del estoicismo, el cristianismo, o incluso sólo chismes de la corte. Erasmo escribió que «No veo cómo podría haber hecho estas cartas de una manera más débil o insípida. «  Philip Schaff en su Historia de la Iglesia Cristiana dijo que «Son muy pobres en pensamiento y estilo, llenas de errores de cronología e historia, y sin duda una falsificación. « J. B. Lightfoot fue cáustico sobre el valor global de la correspondencia, criticando «la pobreza de pensamiento y estilo, los errores en la cronología y la historia, y toda la concepción de las posiciones relativas del filósofo estoico y el apóstol cristiano» que «traicionan claramente la mano de un falsificador».«

Como ahora se admite universalmente que son espurias, será innecesario exponer extensamente los motivos de su condena. Es suficiente decir que las cartas son inanes e indignas en su totalidad; que el estilo de cualquiera de los corresponsales es diferente de sus escritos genuinos; que las relaciones entre los dos, tal como se representan, son altamente improbables; y, por último, que las notas cronológicas (que sin embargo están ausentes en algunos importantes [manuscritos]) son erróneas en casi todos los casos. Así, independientemente del silencio ininterrumpido de tres siglos y medio sobre esta correspondencia, la evidencia interna por sí sola es suficiente para condenarlos irremediablemente.